# Pelivan
Pelivan è un comune della Moldavia situato nel distretto di Orhei di 3.714 abitanti al censimento del 2004

## Località
Il comune è formato dall'insieme delle seguenti località (popolazione 2004):
- Pelivan (2.236 abitanti)
- Cişmea (1.478 abitanti)